# Saquarema (ort)
Saquarema är en ort i Brasilien.   Den ligger i kommunen Saquarema och delstaten Rio de Janeiro, i den sydöstra delen av landet, 1 000 km sydost om huvudstaden Brasília. Saquarema ligger 2 meter över havet och antalet invånare är 62 056.
Terrängen runt Saquarema är huvudsakligen platt, men norrut är den kuperad. Havet är nära Saquarema söderut. Trakten är tätbefolkad. Närmaste större samhälle är Araruama, 17,9 km öster om Saquarema.
Runt Saquarema är det i huvudsak tätbebyggt.